# Sierra de San Pedro Mártir

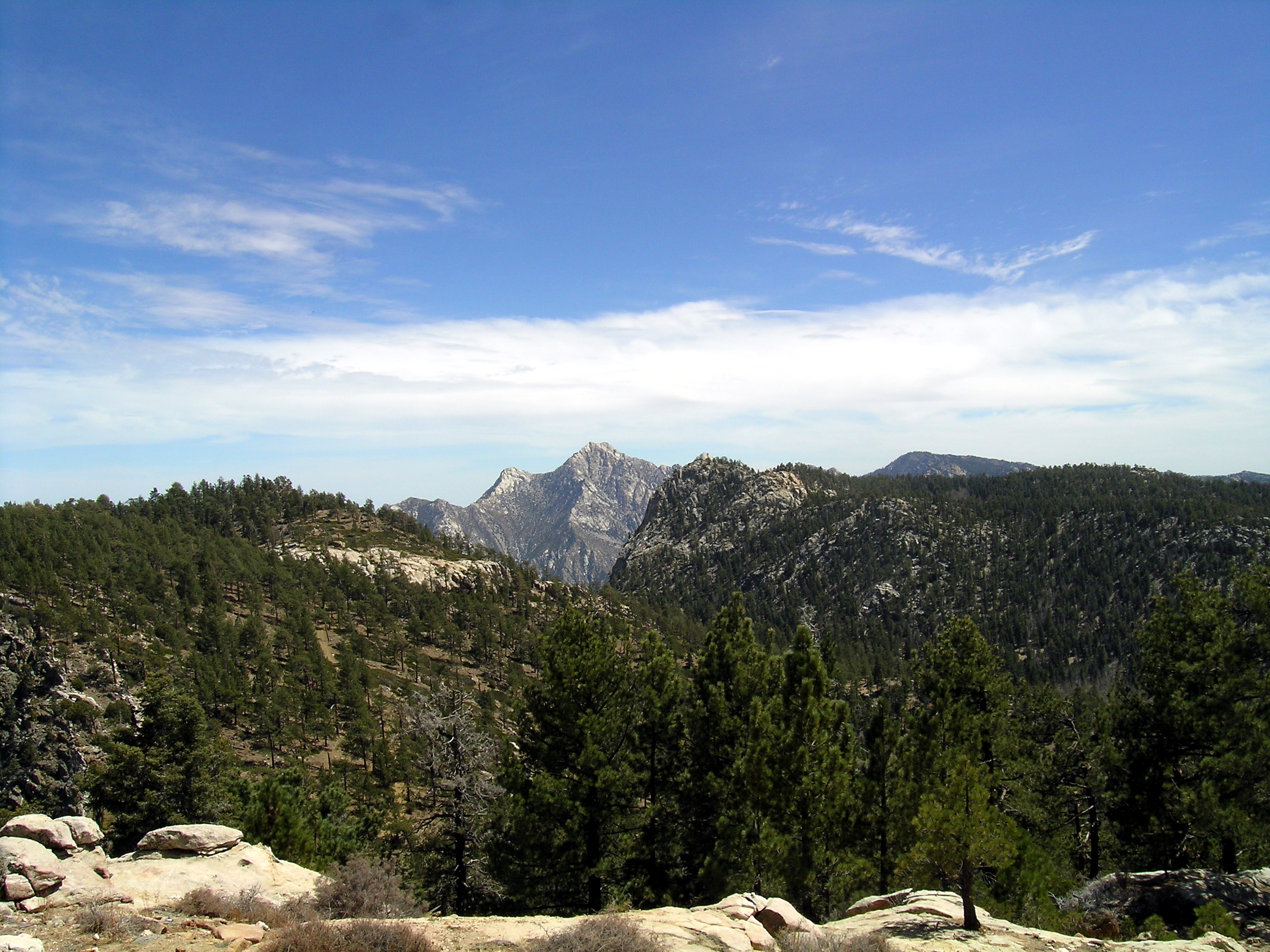
Picacho del Diablo.

Sierra de San Pedro Mártir é uma serra que percorre o sentido norte-sul ao longo da região noroeste da Baixa Califórnia, no México. Seu ponto mais alto é a elevação conhecida como Picacho del Diablo.
Em 1947, foi criado, por decreto presidencial, o Parque Nacional Sierra de San Pedro Mártir, com a finalidade de proteger a fauna e flora de uma área de aproximadamente 650 quilômetros quadrados. Neste parque, foi reintroduzido o condor-da-califórnia, em 2002.